# Миди в България
Мидите в България според Енциклопедия България са около 60 вида, от които над 20 са сладководни. Размерите им са от 1 до 20 см.
Сладководни:
- разред Unionida
  - семейство Перловици (Unionidae)
    - род Беззъбки (Anodonta) – 4 вида
      - обикновена беззъбка (Anodonta cygnea)
      - рибя беззъбка (Anodonta piscinalis)

    - род Перловици (Unio) – 3 вида
      - обикновена перловица (Unio pictorum)

  - семейство Sphaeridae
    - род Pisidium – 12 вида
    - род Sphaerium
      - Sphaerium corneum

Морски:
- разред Cyrtodontida
  - семейство Mytilidae
    - род Mytilaster
      - малка черна мида (Mytilaster lineatus)

    - род Mytilus
      - черна морска мида (Mytilus galloprovincialis)
- разред Ostreoida
  - семейство Стриди (Ostreidae)
    - род Ostrea
      - каменна (скална) стрида (Ostrea sublamellosa)
      - Ostrea taurica
- разред Myoida
  - семейство Myidae
    - род Mya
      - бяла пясъчна мида (Mya arenaria)

  - семейство Pholadidae
    - род Pholas
      - голям каменопробивач (Pholas dactylus)

  - семейство Teredinidae
    - род Teredo
      - дървопробивач (корабен червей) (Teredo navalis)
- разред Pterioida
  - семейство Pectinidae
    - род Pectin
      - морско ветрило (пектен) (Pectin ponticus)
- разред Veneroida
  - семейство Сърцевидки (Cardiidae)
    - род Сърцевидки (Cardium)
      - сърцевидка (Cardium edule)
      - Cardium exiguum
      - Cardium paucicostatum
      - Cardium smile

  - семейство Dreissenidae
    - род Dreisensia (Dreissena)
      - дрейсензия (Dreisensia polimorpha)

  - семейство Petricolidae
    - род Petricola
      - малък каменопробивач (Petricola lithophaga)

  - семейство Solenidae
    - род Solen
      - дяволски нокът (Solen vagina, Solen marginata)

  - семейство Tellinidae
    - род Tellina

  - семейство Veneridae
    - род Meretrix
    - род Venus